# Geschützter Landschaftsbestandteil Quellmulde Luer
Der Geschützte Landschaftsbestandteil Quellmulde Luer mit einer Flächengröße von 0,3 ha liegt nördlich von Hövel im Stadtgebiet von Sundern. Das Gebiet wurde 1993 mit dem Landschaftsplan Sundern durch den Kreistag des Hochsauerlandkreises als Geschützter Landschaftsbestandteil (LB) ausgewiesen.

## Gebietsbeschreibung
Der Landschaftsplan Sundern führt zum geschützten Landschaftsbestandteil Quellmulde Luer aus: „In dem Tälchen befindet sich eine von einem kleinen, altholzreichen Feldgehölz umgebene, durch eine frühere Beweidung stark beeinträchtigte Sickerquelle, die zunächst von Brennesselfluren begleitet nach Norden abfließt. Im weiteren Verlauf finden sich an dem grabenartig ausgebauten Quellbach einige z. T. quellig durchsickerte Feuchtgrünland-Fragmente, die im Gegensatz zu den anschließenden Fettwiesen nicht gemäht werden. Als weitere Gehölzstrukturen fallen einzelne Ufergehölze, wegbegleitende Heckenstrukturen und Einzelbäume auf.“

## Schutzzweck
Der Landschaftsplan Sundern führt zu geschützte Landschaftsbestandteilen aus: „Alle geschützten Landschaftsbestandteile sind kulturbetonte oder naturnahe Landschaftsteile, die sich mit ihrem eigenständigen Charakter deutlich von der sie umgebenden Wald- und Feld-Landschaft unterscheiden. Der besondere Schutz dieser Kleinstrukturen ist wegen ihrer hervorgehobenen Position für die Leistungsfähigkeit des Naturhaushaltes und / oder für die Attraktivität des Landschaftsbildes erforderlich. Die LB-Festsetzung trägt der landschaftlichen Bedeutung der Objekte Rechnung, die sie über das „normale“ landschaftliche Inventar eines Landschaftsschutzgebietes heraushebt.“

## Verbote und Entwicklungsmaßnahmen
Wie bei allen geschützten Landschaftsbestandteilen besteht nach § 29 Abs. 2 BNatschG das Verbot, dieses zu beschädigen, auszureißen, auszugraben oder Teile davon abzutrennen oder auf andere Weise in seinem Wachstum oder Erscheinungsbild zu beeinträchtigen. Eine ordnungsgemäße Pflege ist vom Verbot ausgenommen. Es ist auch verboten, Stoffe oder Gegenstände im Bereich des Geschützten Landschaftsbestandteils anzubringen, zu lagern, abzulagern, einzuleiten oder sich ihrer in anderer Weise zu entledigen, die das Erscheinungsbild oder den Bestand des Geschützten Landschaftsbestandteils gefährden oder beeinträchtigen können. Dies gilt auch für organische oder mineralische Düngemittel und Futtermittel. Sofern Gehölze zerstört bzw. beschädigt werden, kann die Untere Naturschutzbehörde eine Ersatzpflanzung oder ein Ersatzgeld festsetzten. Eine Erstaufforstung und die Neuanlage von Weihnachtsbaum-, Schmuckreisig- und Baumschulkulturen und die Wiederaufforstung mit Nadelgehölzen oder anderen, innerhalb des Gebietes nicht von Natur aus heimischen Baumarten ist verboten.
Als Entwicklungsmaßnahmen wurde festgesetzt, dass eine extensive landwirtschaftliche Nutzung des Grünlandes durch das Kulturlandschaftspflegeprogramm des Hochsauerlandkreises sicherzustellen.